# 凯斯涅滕
凯斯涅滕，是匈牙利包尔绍德-奥包乌伊-曾普伦州所辖的一个村。总面积36.40平方公里，总人口1931，人口密度53.0人/平方公里（2011年1月1日）。